# 開発区駅
開発区駅（かいはつく-えき）は中華人民共和国遼寧省大連市金州区に位置する大連地下鉄3号線の駅である。

## 駅周辺
大連経済技術開発区の中心に位置する。
- 砲台山公園
- 不夜城大酒店
- 天歌超市

## 歴史
- 2003年5月1日 - 本線開業。
- 2008年12月28日 - 支線開業。

## 隣の駅
大連公交客運集団有限公司
■大連地下鉄3号線
本線
金馬路駅 - 開発区駅 - 保税区駅
支線
金馬路駅（本線直通） - 開発区駅 - 通世泰駅